# Old Black Joe
Old Black Joe est une musique de salon (en) écrite et chantée par Stephen Foster. Elle est publiée par Firth, Pond & Company (en), de New York en 1853. Ken Emerson, auteur du livre Doo-Dah! (1998), indique que la fiction de Joe Foster est inspirée par un domestique du  beau-père de Foster, le Dr McDowell de Pittsburgh.

## Reprise de Jerry Lee Lewis
Singles de Jerry Lee Lewis
Little Queenie
(1959) John Henry
(1960)
La chanson est reprise par Jerry Lee Lewis et sortie en mars 1960, chez Sun Records (Sun 337). Le titre  est présent en face B de la chanson Baby Baby Bye Bye ,. Elle ressort en single, en 1978. La chanson figure sur de nombreux albums et compilations, dont, pour la première fois, Ole Tyme Country Music en 1970.

## Source de la traduction
- (en) Cet article est partiellement ou en totalité issu de l’article de Wikipédia en anglais intitulé « Old Black Joe » (voir la liste des auteurs).